# Comment se faire larguer en dix leçons
Pour plus de détails, voir Fiche technique et Distribution.
Comment se faire larguer en dix leçons ou Comment perdre son mec en dix jours au Québec (How to Lose a Guy in 10 Days) est un film germano-américain de Donald Petrie sorti en 2003. Il est basé sur la bande dessinée créée par Michele Alexander et Jeannie Long.

## Synopsis
À New York, Andie Anderson, une jeune et séduisante journaliste travaillant pour un magazine de mode en vogue, Composure, écrit une rubrique à succès sur les solutions à adopter dans des situations (éviter un PV, installer des meubles...), mais elle s'ennuie et souhaite écrire des articles plus sérieux centrés sur la politique, la pauvreté, l'économie et la religion. Cependant, sa responsable n'a jusqu'à présent jamais accepté de lui laisser sa chance.
Lors d'une réunion du personnel, sa patronne lui impose la rédaction d'un article pour sa rubrique : Comment faire échouer une histoire d'amour en dix jours. Pour ce faire, elle doit chercher un homme, le séduire, puis accumuler les gaffes dans le but de se faire larguer en moins de dix jours. Après avoir rédigé cet article, elle pourra acquérir ce qu'elle a toujours rêvé de faire ! 
En parallèle, Benjamin Barry, un des publicitaires les plus en vue de l'agence Warren s'occupant des publicités sportives et des alcools, veut absolument s'occuper du futur projet d'une publicité pour le diamant et il propose à son patron, devant les prétendantes du futur contrat, de prouver qu'il peut faire tomber amoureux n'importe quelle femme de lui en dix jours. S'il réussit, il s'occupera de la publicité...
Le soir même, dans un restaurant, Andie jette son dévolu sur le fringant Benjamin. Mais elle est loin de se douter que celui-ci a fait le pari inverse. Les deux jeunes gens vont donc se lancer dans une course professionnelle, tout en jouant chacun un rôle. Andie accumule volontairement tous les comportements qui font fuir un homme et Benjamin supporte chacun de ses caprices en espérant qu'elle tombe amoureuse.
Plus le temps passe, plus des sentiments sincères naissent entre eux, malgré la manipulation mutuelle. Durant un dîner chez la famille du jeune publicitaire, Andie montre un côté plus authentique qui plaît vraiment à ce dernier, et elle aussi commence peu à peu à douter de plus en plus de son plan.
La vérité éclate lors d’un gala organisé par l’agence de pub de Benjamin : chacun découvre le pari de l’autre. Vexée et blessée, Andie quitte la soirée et rédige finalement un article touchant dans lequel elle avoue qu’elle aurait pu vraiment tomber amoureuse.
Benjamin, lui, réalisant ses sentiments, la rattrape alors qu’elle s’apprête à quitter New York pour un nouveau poste à Washington. Il lui demande de rester et de vivre une vraie histoire, sans jeux ni paris.

## Fiche technique
- Titre original : How to Lose a Guy in 10 Days
- Titre français : Comment se faire larguer en dix leçons
- Titre québécois : Comment perdre son mec en dix jours
- Réalisation : Donald Petrie
- Scénario : Kristen Buckley, Brian Regan et Burr Steers, d'après le livre de Michele Alexander et Jeannie Long
- Décors : Thérèse DePrez
- Costumes : Karen Patch
- Photographie : John Bailey
- Montage : Debra Neil-Fisher
- Musique : David Newman
- Production : Lynda Obst, Robert Evans et Christine Peters
  - Production associée : Elizabeth Joan Hooper, Robin Guthrie Prybil et Brian Alexander[1]
  - Production exécutive : Richard Vane
- Sociétés de production : Lynda Obst Productions, Paramount Pictures et Robert Evans Company (USA) ; MMP Verwaltungsgesellschaft mbH, Moviemakers Productions (MMP) et W2 Film Production GmbH (Allemagne)
- Sociétés de distribution : Paramount Pictures, United International Pictures
- Budget : 50 millions de dollars
- Pays d'origine :  États-Unis,  Allemagne
- Langue : anglais
- Format : Couleur - 35mm - 1,85:1 - DTS/Dolby Digital
- Genre : Comédie romantique
- Durée : 116 min.
- Dates de sortie en salles : 
  - États-Unis : 27 janvier 2003 (première), 7 février 2003
  - France : 11 juin 2003

## Distribution
- Kate Hudson (VF : Barbara Kelsch[2], VQ : Camille Cyr-Desmarais[3]) : Andie Anderson
- Matthew McConaughey (VF : Axel Kiener[2], VQ : Daniel Picard[3]) : Ben Barry
- Kathryn Hahn (VF : Laura Blanc[2],[4]) : Michelle Rueben
- Annie Parisse (VF : Catherine Hamilty[2], VQ : Anne Dorval[3]) : Jeannie Ashcroft
- Adam Goldberg (VF : Renaud Meyer[2], VQ : Gilbert Lachance[3]) : Tony
- Thomas Lennon (VF : Pierre Tessier[2], VQ : Patrice Dubois[3]) : Thayer Beekman
- Michael Michele (VF : Isabelle Gardien[2], VQ : Nathalie Coupal[3]) : Judy Spears
- Shalom Harlow : Judy Green
- Robert Klein (VQ : Marc Bellier[3]) : Phillip Warren, le patron de Ben
- Bebe Neuwirth (VF : Clara Borras[2], VQ : Élise Bertrand[3]) : Lana Jong, la patronne d'Andie
- Samantha Quan (VF : Jade Nguyen ; VQ : Joëlle Morin[3]) : Lori
- Justin Peroff (VF : Mathias Casartelli[4]) : Mike
- Celia Weston (VQ : Claudine Chatel[3]) : Glenda, la mère de Ben
- James Murtaugh (VQ : André Montmorency[3]) : Jack, le père de Ben
- Archie MacGregor : Arnold, l'oncle de Ben
- John DiResta : Joey Sr.
- Scott Benes et Zachary Benes : Joey Jr.
- Rebecca Harris : Dora, la soeur de Ben
- Liliane Montevecchi : Mrs. DeLauer
- James Mainprize (VF : Michel Voletti[4]) : Mr. DeLauer
- Tony Longo (VF : Sylvain Lemarié[2]) : l'homme costaud au cinéma
- Natalie Brown : Mrs. Sawyer
- Marvin Hamlisch : lui-même

Légende : VF : Voix francophones françaises, VQ : Voix francophones québécoises

## Réception
Comment se faire larguer en dix leçons a reçu un accueil critique mitigé : sur le site Rotten Tomatoes, le long-métrage a reçu 42 % de critiques favorables, basé sur 150 commentaires (63 avis positifs et 87 avis négatifs) et 33 % de « Top Critics » basé sur 36 critiques (12 avis positifs et 24 avis négatifs) et sur le site Metacritic, le film a obtenu 45 sur 100, basée sur 31 critiques (8 avis positifs, 7 avis négatifs et 16 avis mixtes)

### Box-office
Lors de sa première semaine d'exploitation en salles aux États-Unis, le film se classe directement premier au box-office avec 28 705 800 $ et reste dans le top 10 (bien que le film fait une petite chute de places en places) durant six semaines consécutifs.
Le film dépasse les 100 millions de dollars de recettes sur le territoire américain à la 8e semaine, pour finir son exploitation avec 105 813 373 $ après 24 semaines.
- Box-office  États-Unis : 105 807 520 dollars[8]
- Box-office  France : 391 182 entrées[9]
- Box-office  Mondial : 177 079 973 dollars[8]

## Autour du film
- Le film est tourné à New York City et à Toronto (Canada)[10].
- Gwyneth Paltrow était pressentie pour incarner Andie Anderson, mais s'est désistée du projet[11]. Le rôle fut finalement confié à Kate Hudson.
- Les images du match de basket entre les Knicks de New York et les Kings de Sacramento ont été tournés le 6 novembre 2002[12].
- Beaucoup de scènes du film ont été improvisées, notamment la scène de l'album de famille et celle où Andie débarque à l'improviste à la partie de poker de Ben et ses amis. Kate Hudson a eu l'idée de jeter le plateau de légumes aux gars assis sur la table de poker. Le réalisateur Donald Petrie savait ce qu'elle allait faire, tandis que les acteurs de la scène ont été réellement surpris[12].
- Les deux amies du personnage de Kate Hudson (Michelle et Jeannie) ont les prénoms des deux auteurs du livre dont est adapté le film[12].
- Comment se faire larguer en dix leçons est à ce jour le plus grand succès commercial de Kate Hudson avec 177 371 441 dollars de recettes mondiales (dont 105 813 373 dollars aux États-Unis) engrangées au cours de son exploitation en salles.